# Неприводимый элемент
Неприводи́мый элеме́нт (неразложимый элемент) — одно из основных понятий теории колец. 
Пусть {\displaystyle R} — область целостности, т.е. коммутативное кольцо без делителей нуля. Элемент {\displaystyle p\neq 0}  называется неприводимым, если он не является обратимым и из равенства {\displaystyle p=bc}, следует, что либо {\displaystyle b}, либо {\displaystyle c} является обратимым. 
Если {\displaystyle p\neq 0} — простой элемент, то есть {\displaystyle (p)} — простой идеал, то {\displaystyle p} неприводим. В самом деле, тогда если {\displaystyle p=ab} имеем в силу простоты {\displaystyle (p)} что, например {\displaystyle a\in (p)}. Тогда имеем: {\displaystyle a=px} для некоторого {\displaystyle x}, значит {\displaystyle a=abx} и {\displaystyle bx=1}, то есть {\displaystyle b} является обратимым. Обратное в общем случае неверно, хотя выполняется для всякого факториального кольца. 
Многочлены над кольцом {\displaystyle R} называются неприводимыми, если они являются неприводимыми элементами {\displaystyle R[x_{1},\ldots ,x_{n}].}